# Brinklow
Brinklow – wieś w Anglii, w hrabstwie Warwickshire, w dystrykcie Rugby. Leży 22 km na północny wschód od miasta Warwick i 132 km na północny zachód od Londynu. Miejscowość liczy 1041 mieszkańców.